# 白神岳
白神岳（日语：／ Sirakami-dake）是日本青森縣西部西津輕郡深浦町南部的山，海拔高度为1235米，上面有一等三角點標高為1231.9米。這座山是世界遗产記錄的白神山地核心地區的较高峰之一，也是入選日本二百名山的山峰。

## 地理
白神山地（日语：／ Sirakami-santi）大部分落在青森縣西南部，小部分在秋田县西北部，于1993年12月列入世界自然遺產，是日本首批世界遺產之一。此前這地區叫做弘西山地（日语：／ kōsei-santi）。
這地區位於東北日本内弧隆升帶，現在也處於造山運動活躍期。這個地區的地層有白垩纪的花崗岩、新近纪的沉积岩、侵入岩類。沉积岩里分布着泥岩、页岩，多發山体滑坡等地質災害。白神山地腹部有廣大的圓齒水青冈森林，多種多樣的植物群落也共存其中。
白神岳位於白神山地西北邊界上，距海岸約6千米，有多條登山道路，有現在對登山初學者開設的主路線，具有歷史的難度較高的“二股”路線等。因為鄰近海邊拔地而起，垂直氣候變化劇烈。其東北方向約4千米是白神山地最高峰“向白神岳”，海拔高度約1250米，沒有登山道，向白神岳又被記載為。
山頂附近存在着偽高山帶的林木線，從山頂眺望能看到白神山地核心地區的壮观景象。因為擔心入選世界遺產後登山客流增加過度，山頂上設置了廁所和避難小屋。

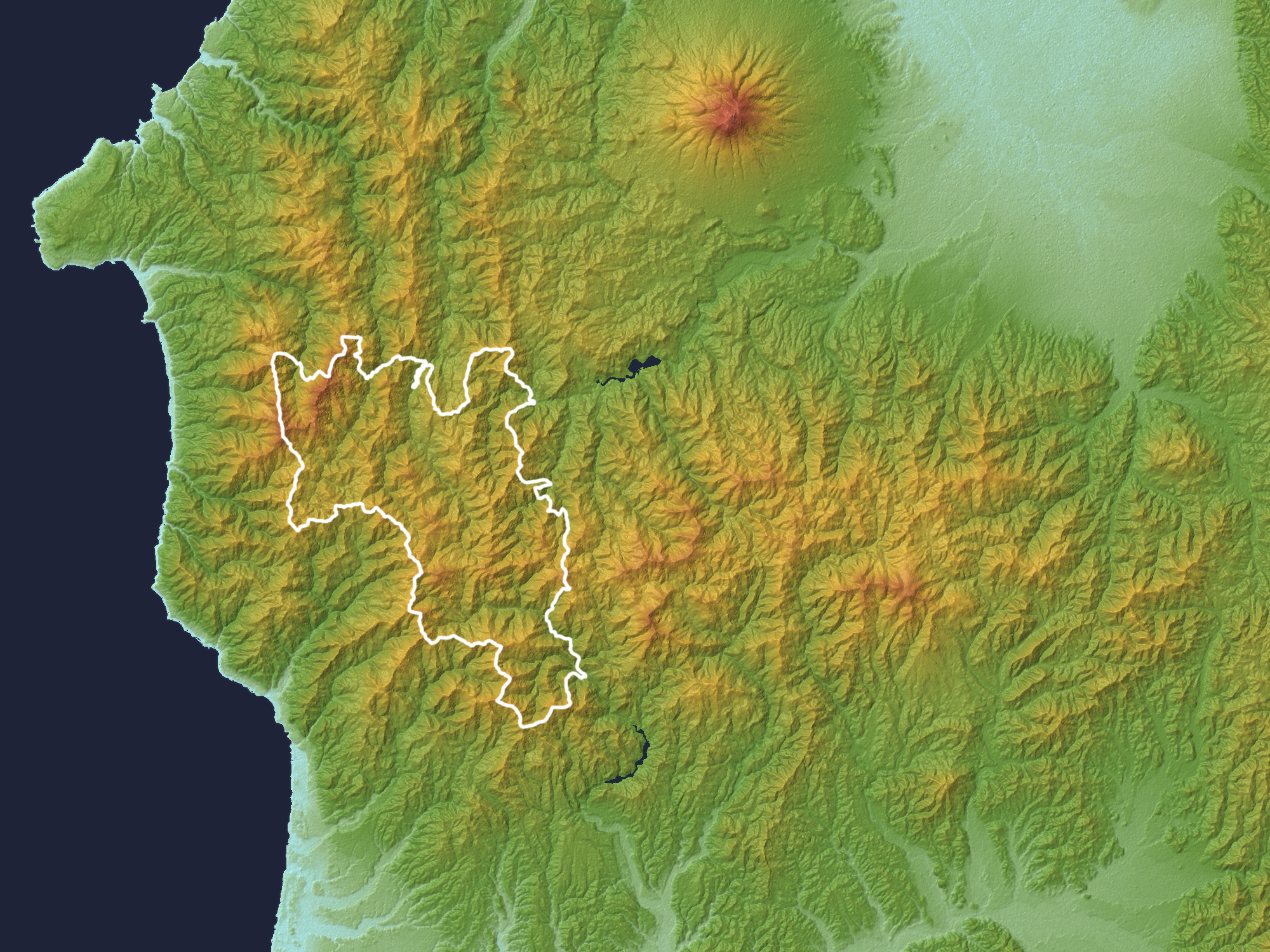
圖中白線範圍內為白神山地，白神岳位於其中左上邊界處。圖中上方紅色圓點處為岩木山

## 歷史
白神岳殘存的最早記錄是1645年弘前藩向幕府提交的，此地圖中白神岳被標記為。江户时代的紀行家菅江真澄則記載白神岳為等。春季從秋田縣八峰町能看見白神岳山頂上的雪像一個“上”字，因此菅江真澄將其記作。
白神岳是當地地方的人的信仰之山，舊曆八月初一的時候人們登山祈禱。據說古時不允許女性登山，女性開始登山是戰後的事情。据深浦町岩崎地區的人傳說，白神嶽和岩木山是姐妹關係，岩崎的人们又把岩木山称为。

## 三角點
点名「白神岳」
- 緯度 40°30′13.1189
- 經度 140°01′07.1945
- 標高 1231.88 m

## 另見
白神山地

## 外部連結
- （日語）環境省 日本の世界自然遺産：白神山地 （页面存档备份，存于）